# 203 (število)

## V matematiki
203 je sestavljeno število, saj ima 4 delitelje (1, 7, 29 in 203).
203 je nezadostno število, saj je vsota njegovih deliteljev 240 in velja, da je < 2n.